# Francesco Buonamici (architetto)
Francesco Buonamici o Bonamici (Lucca, 1596 – 1677) è stato un architetto e pittore italiano.
Fu attivo nel XVII secolo a Lucca, Malta e Sicilia. Viene ricordato per aver introdotto il linguaggio del barocco romano a Malta dove operò a lungo.

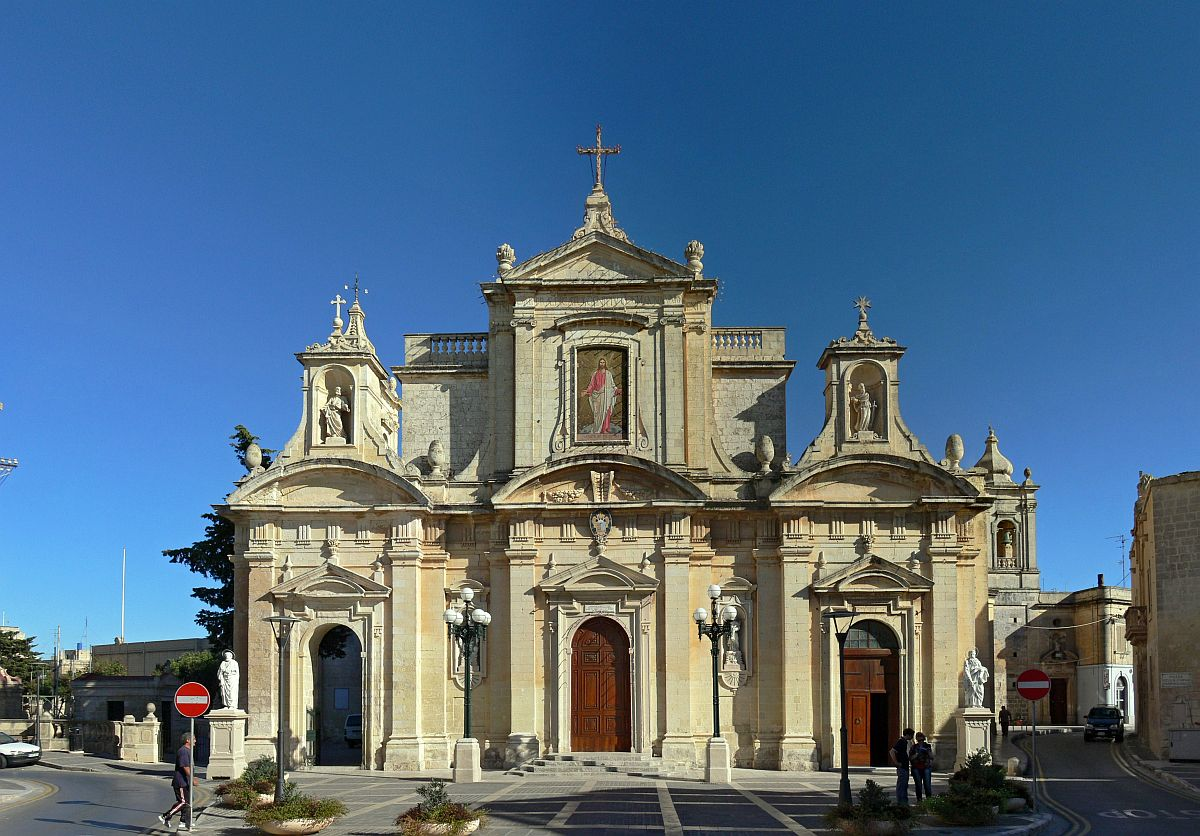
Chiesa di san Paolo a Rabat

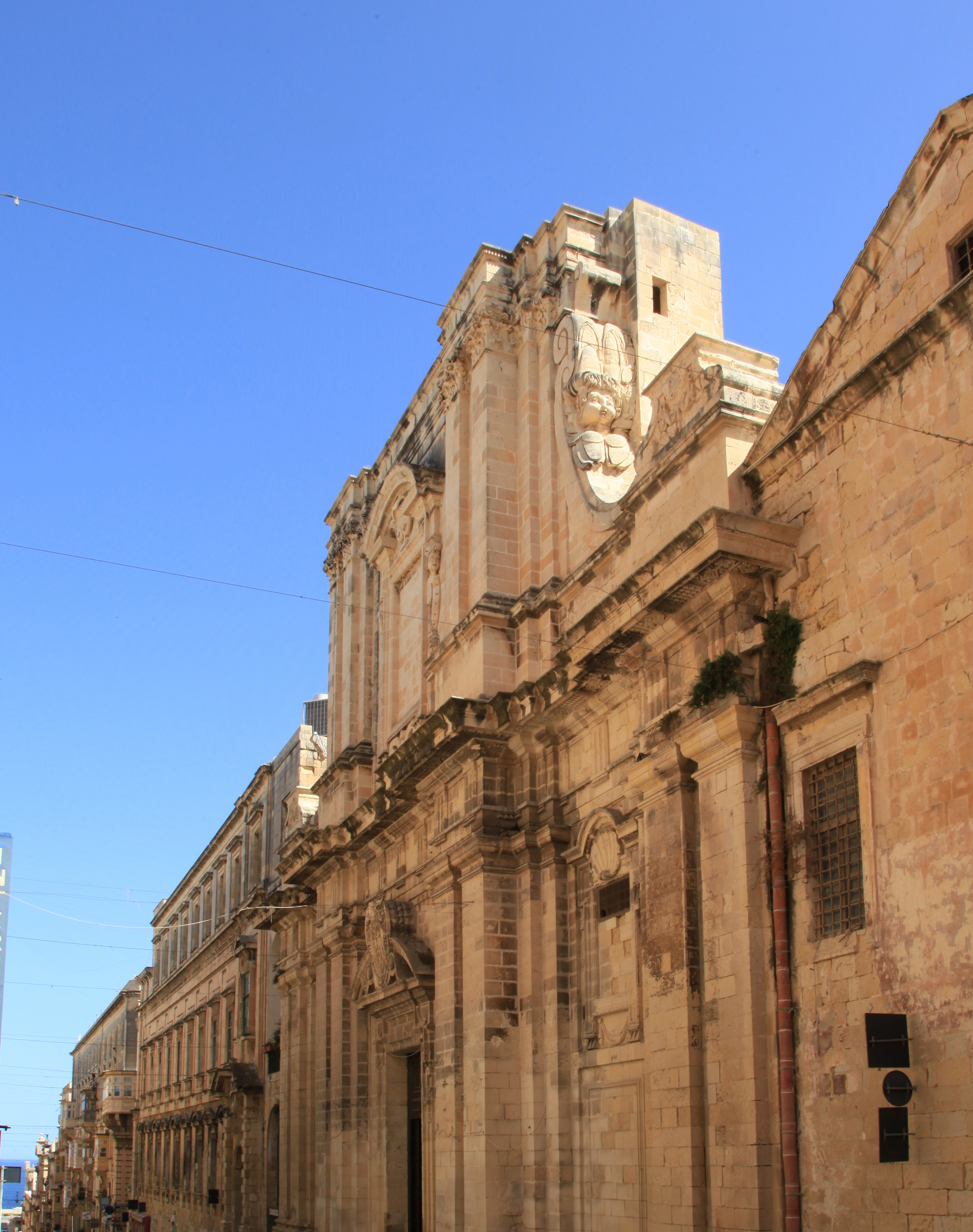
Chiesa della circoncisione - Malta

## Biografia
Tutti le informazioni e i dati biografici sono incerti compreso il nome proprio che a volte compare come Vincenzo e anche Michelangelo (facendo pensare anche a diverse persone imparentate). 
Sembra che la sua formazione sia avvenuta a Lucca, ma non si conoscono particolari e circostanze. 
Nel 1629 giunge a Roma insieme all’amico Pietro Testa e entra in contatto con esponenti di spicco dell’ambiente culturale romano di quegli anni, tra cui Vincenzo Giustiniani. Intorno al 1632 fu attivo a Lucca, quando diede i disegni per la chiesa del Suffragio . 
Successivamente fu presente a Malta, al seguito dell'ingegnere militare Pietro Paolo Floriani, e fu al servizio dell'ordine di Malta.
A Malta gli sono attribuite la chiesa dell'Anima a La Valletta, la chiesa dei Gesuiti a La Valletta, la basilica di san Paolo a Rabat e disegni per il molo e per varie costruzioni civili non precisate. Durante il periodo in cui visse a Malta che doveva durare pochi mesi ma che si protrasse per 25 anni, ebbe modo di recarsi diverse volte in Sicilia per dare il disegno a diverse chiese a Trapani, Palermo, Messina. Per esempio tra il 1650 e il 1651 ebbe il permesso per recarsi a Siracusa al servizio del vescovo.
Nel 1659 tornò a Lucca.

## Opere

### A Lucca
- Chiesa del Suffragio

### A Malta
- Chiesa di san Paolo a Rabat
- la chiesa della Circoncisione di Gesù (dei Gesuiti) a La Valletta
- Chiesa di San Nicola a Malta (detta dell'Anima)

### In Sicilia
- Facciata della chiesa del Collegio dei Gesuiti a Trapani
- Chiesa di San Giuseppe e Sant'Ignazio di Loyola a Siracusa
- Chiesa Madre di San Nicolò nell’antica Noto (distrutta dal terremoto)[3]
- Duomo di Santa Maria della Neve a Mazzarino (ipotesi di attribuzione)[4]